# IPod nano

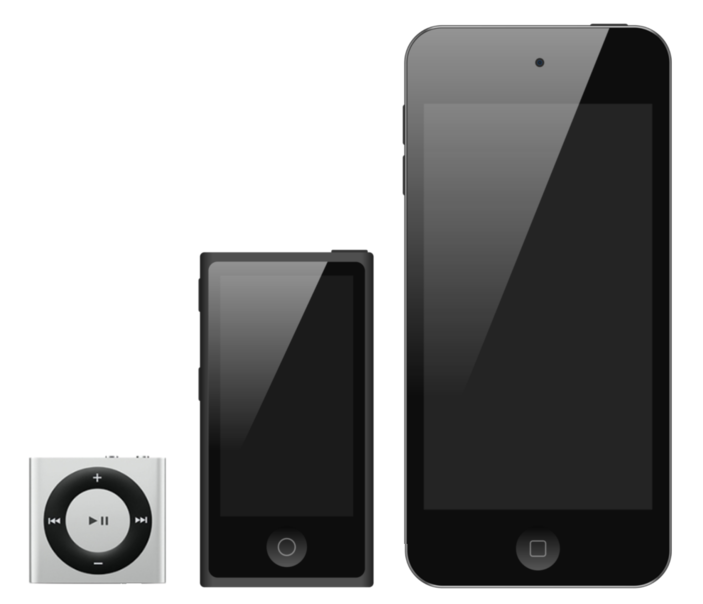
iPod Shuffle, iPod Nano, iPod Touch

iPod nano – przenośne elektroniczne urządzenie cyfrowe należące do grupy odtwarzaczy MP3 firmy Apple z rodziny odtwarzaczy iPod.
Został zaprezentowany publicznie 7 września 2005. Tak samo jak iPod shuffle, do zapisywania danych używa pamięci typu flash, dzięki czemu jego grubość wynosi 6,5 milimetra. Poprzednik - iPod mini - przechowywał dane na jednocalowym twardym dysku. Ostatnia, 7 generacja iPoda Nano została zaprezentowana w grudniu 2012.

## Informacje
iPod nano stanowi hybrydę iPoda shuffle i wycofanego już z produkcji iPoda mini. Jest bardzo mały – jego wymiary to 9,0 x 4,0 x 0,69 cm (II generacja), 6,9 x 5,2 x 0,65 cm (III generacja) co oznacza, że można umieścić go w portfelu w przegródce na karty kredytowe. Niewielkie rozmiary tego modelu oznaczały konieczność zmiany układu portów. Gniazdo słuchawkowe zostało przeniesione na dół urządzenia i znalazło się obok standardowego złącza 30-pinowego. Może to sprawiać pewne problemy w przypadku korzystania z akcesoriów wyposażonych w grubsze wtyczki.
Dzięki zastosowaniu pamięci flash przechodzenie między kolejnymi ekranami jest wyjątkowo szybkie. Jest to szczególnie widoczne podczas wyświetlania zdjęć – iPod nano jest pod tym względem wyraźnie szybszy niż iPod photo 60 GB.
iPod nano łączy się z komputerem przez wtyczkę USB, przez którą również ładuje się wewnętrzna bateria (do trzeciej generacji włącznie ładowanie jest możliwe również przez FireWire). Po przyłączeniu do komputera można ładować pliki do pamięci używając programu iTunes. Ponieważ nie ma wewnętrznych części ruchomych, odtwarzacz jest bardzo odporny na wstrząsy i uszkodzenia. Może być także używany jako PenDrive, jeśli część pamięci zostanie zarezerwowana do tego celu.

## Obsługiwane formaty audio i wideo
iPod nano w obecnej, piątej generacji obsługuje następujące formaty:
- AAC (od 8 do 320 Kbps)
- Protected AAC (muzyka z iTunes Store)
- HE-AAC
- MP3 (od 8 do 320 Kbps)
- MP3 VBR
- Audible (formaty 2, 3, 4, Audible Enhanced Audio, AAX, oraz AAX+)
- Apple Lossless
- AIFF
- WAV
- MP4 – od trzeciej generacji
- H.264 – od trzeciej generacji

## Pierwsza generacja

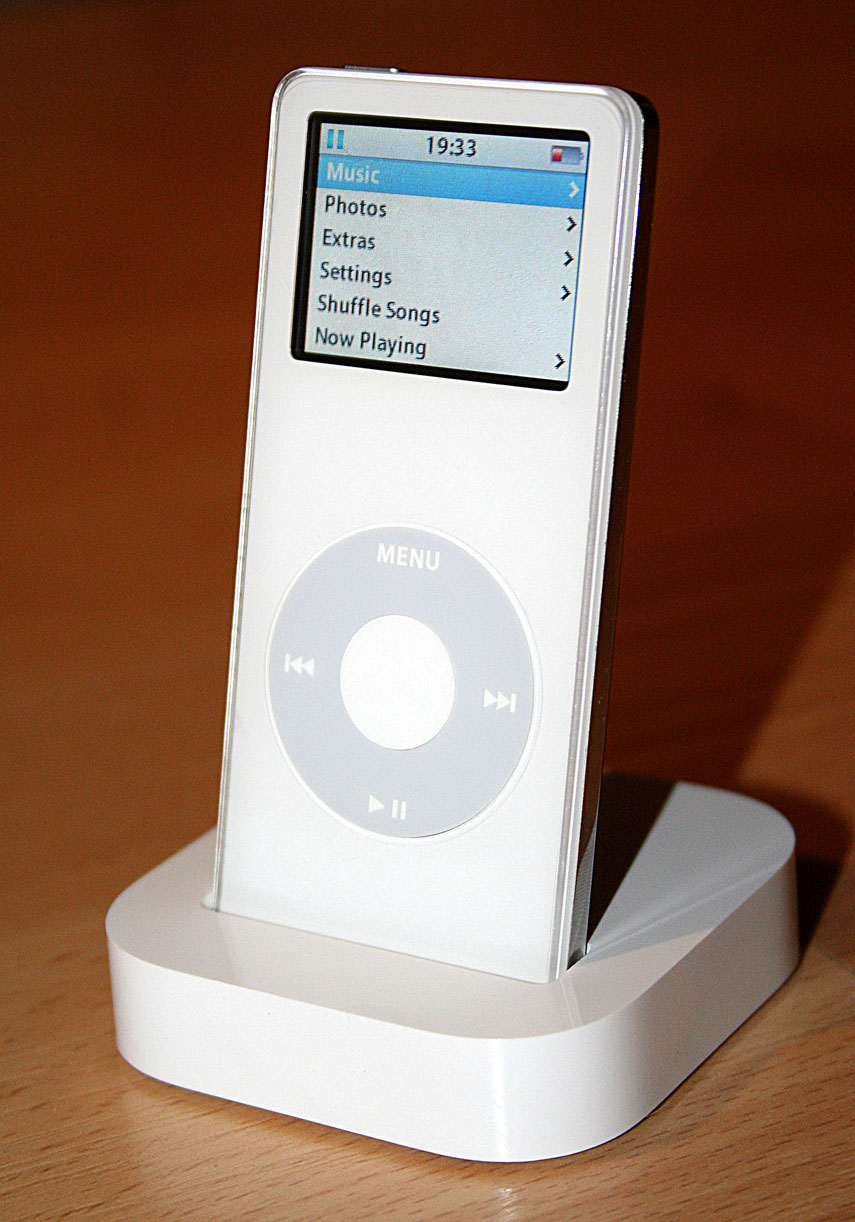
iPod nano I generacji

Pierwszy model Nano trafił do sprzedaży 7 września 2005. Dysponuje on kolorowym wyświetlaczem LCD wielkości 1,5 cala, na którym można również wyświetlać zdjęcia. Możliwe jest wyświetlanie tekstu odtwarzanych piosenek. Ekran LCD iPoda Nano wykonany został w technologii TFT, która pozwala na odwzorowanie 16-bitowej palety kolorów. Jest dzięki czemu bardzo wyraźny i czytelny, pomimo rozdzielczości 176 x 132. Co ciekawe, jest ona większa niż w przypadku iPoda mini (138 x 110), co jest wynikiem mniejszej plamki (0,168 mm zamiast 0,18 mm). Pozwala to wyświetlić większą ilość informacji jednocześnie. Jednak kiedy ekran nie jest podświetlony, trudno sprawdzić, co jest na nim wyświetlone. Bateria iPoda Nano pierwszej generacji starcza na około 13 godzin słuchania muzyki lub 4,5 godziny oglądania zdjęć z muzyką.
iPod Nano 1 Generacji był sprzedawany w 3 wersjach pojemności:
- 1 GB (wprowadzony do sprzedaży 5 lutego 2006)
- 2 GB
- 4 GB

W kolorach:
- czarnym
- białym

## Druga generacja

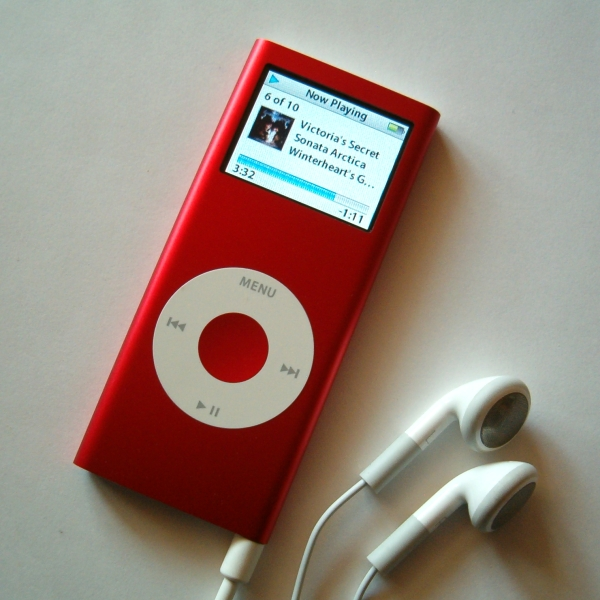
iPod nano II generacji

Druga generacja iPoda Nano miała miejsce 11 września 2006 roku. Nie różniła się znacząco od pierwszej generacji. Obudowa została w całości wykonana z aluminium i miała zaokrąglone boki. Nowością były nowe wersje kolorystyczne. Ta edycja miała poprawioną energooszczędność (mogła odtwarzać muzykę nawet do 24 godzin). Wyświetlacz był tych samych rozmiarów jednak 30% jaśniejszy. 13 października 2006 roku została wypuszczona na rynek czerwona wersja iPoda nano. Z każdego sprzedanego Apple przekazywało 10 USD na rzecz charytatywnej organizacji Product Red.
iPod Nano 2 Generacji był sprzedawany w 3 wersjach pojemności:
- 2GB
- 4GB
- 8GB (wprowadzony do sprzedaży 3 listopada 2006)

W kolorach:
- Czarnym (8 GB)
- Srebrnym
- Zielonym
- Różowym
- Niebieskim
- Czerwonym (Product Red) (wprowadzony do sprzedaży 13 października 2006)

## Trzecia generacja

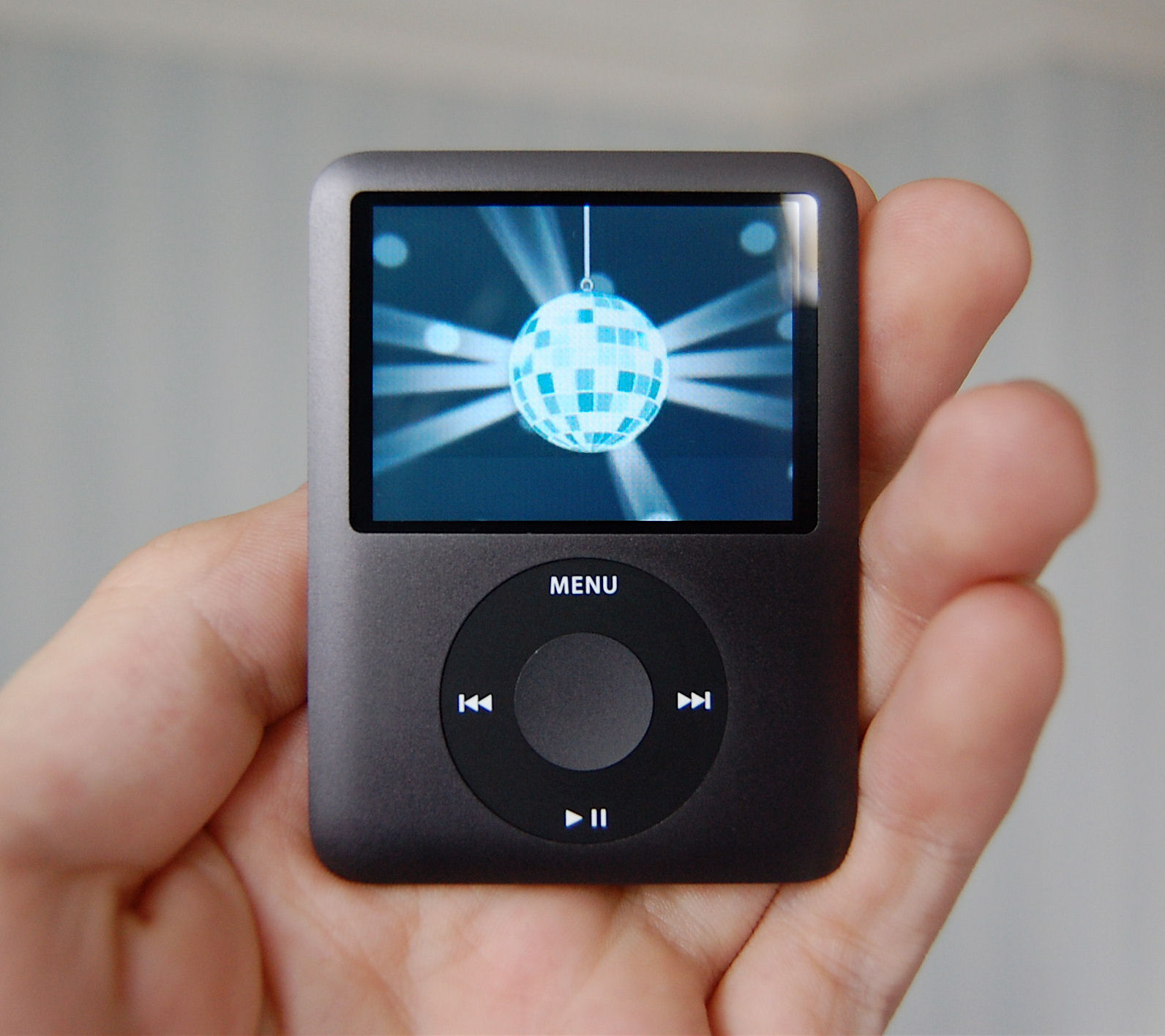
iPod nano III generacji

5 września 2007 Apple wypuściło na rynek zupełnie odświeżoną wersję iPoda nano. Już teraz nano ma 2-calowy ekran QVGA (320x240), zupełnie nowy design oraz nowe kolory. Jest jednak cięższy od poprzedników. Nowościami jest również zupełnie nowe menu, możliwość odtwarzania filmów oraz obsługa gier dostępnych przez iTunes. Bateria wystarcza na około 24 godziny słuchania muzyki.
iPod Nano 3 Generacji jest sprzedawany w 2 wersjach pojemności:
- 4GB
- 8GB

W kolorach:
- Czarnym
- Srebrnym
- Turkusowym
- Zielonym
- Czerwonym (Product Red)
- Różowym (od 22/01/2008)

## Czwarta generacja

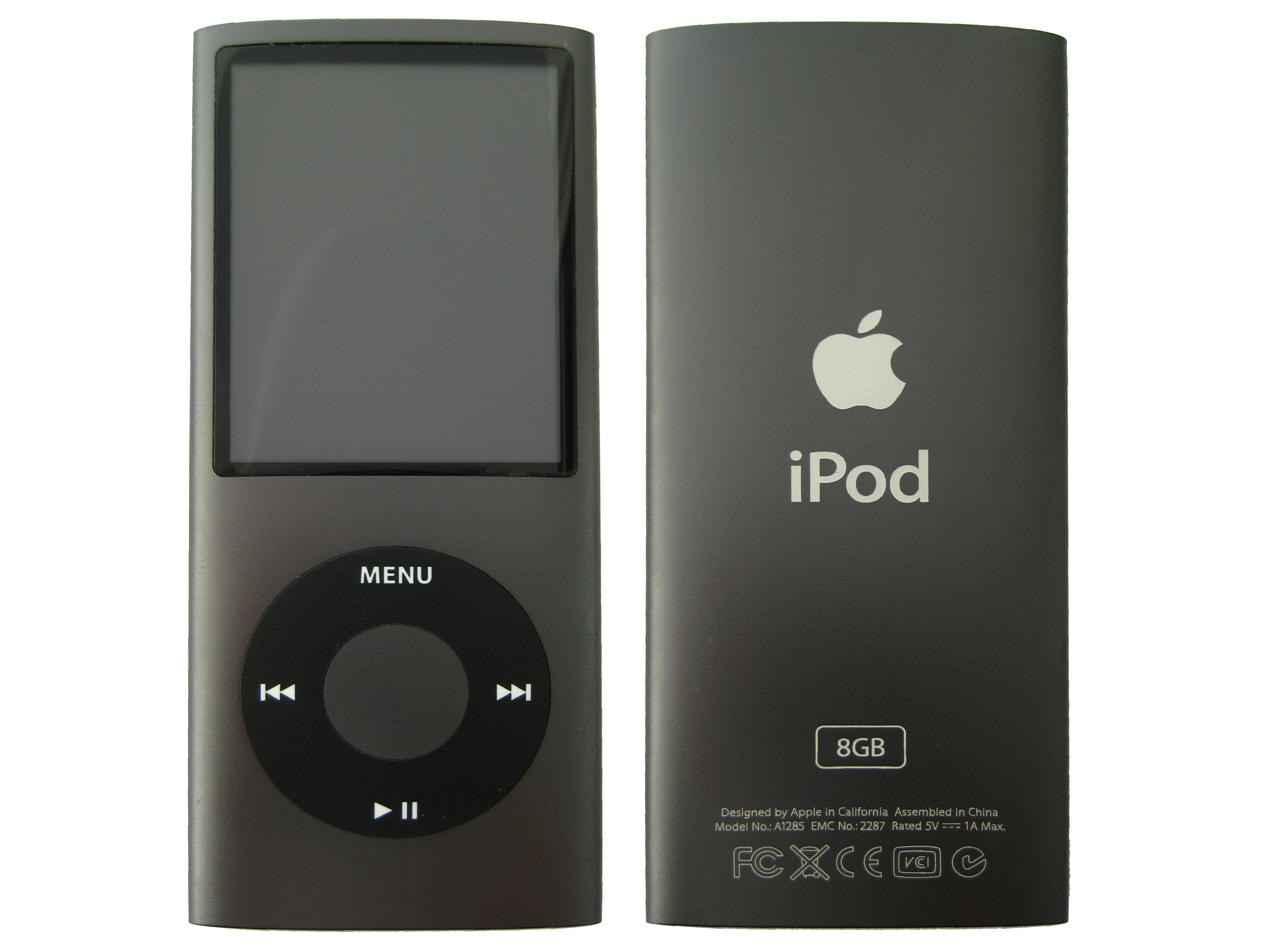
iPod nano IV generacji

Na początku września 2008 Apple wypuściło na rynek odświeżoną wersję iPoda Nano, który ma 2-calowy ekran (320x240) ustawiony w pionie. Apple powróciło do wydłużonej formy znanej nam z II generacji. Dodano także wiele ciekawych funkcji, np. funkcja Genius, która pozwala na znalezienie piosenek pasujących do aktualnie słuchanej. Dodano też akcelerometr, który wykorzystano przy nowych grach, a także przy przeglądaniu zdjęć. Na w pełni naładowanej baterii iPod oferuje 24 godziny słuchania muzyki lub 4 godziny oglądania video. Podstawą sterowania jest Clickwheel.
W niektórych krajach – bez oficjalnej premiery – pojawiła się wersja limitowana 4 GB.
iPod Nano 4 Generacji jest sprzedawany w 3 wersjach pojemności:
- 4 GB (brak oficjalnej prezentacji)
- 8 GB
- 16 GB

W kolorach:
- Czarnym
- Srebrnym
- Fioletowym
- Niebieskim
- Turkusowym
- Zielonym
- Żółtym
- Pomarańczowym
- Czerwonym (edycja specjalna)
- Różowym

## Piąta generacja

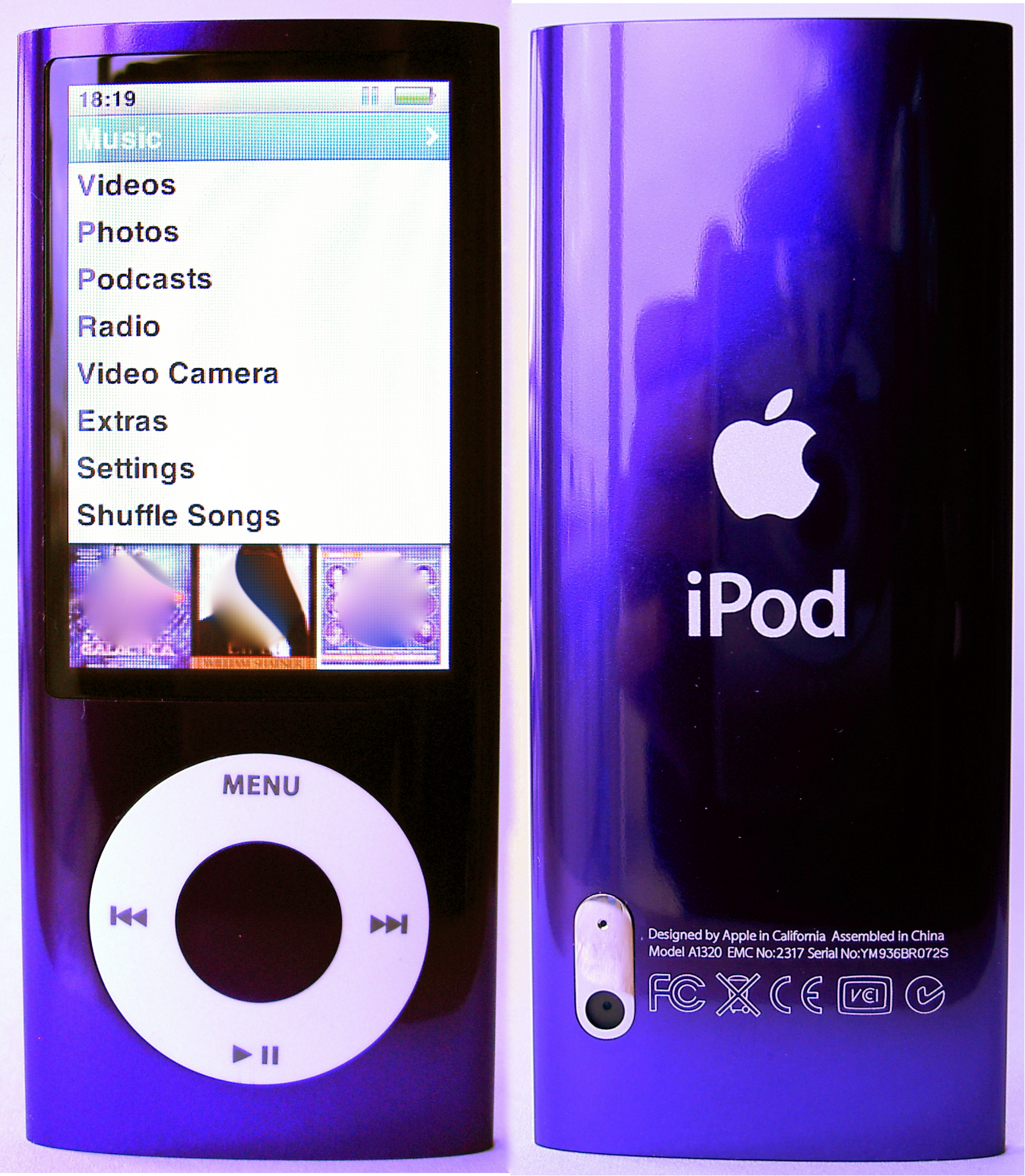
iPod nano V generacji

We wrześniu 2009 roku Apple wypuściło na rynek mocno zmodyfikowanego iPoda Nano. Model ten został wyposażony w kamerę wideo, dyktafon, radio FM z funkcją pauzy, głośnik i krokomierz. Wizualnie iPod Nano V generacji jest bardzo podobny do IV generacji. 5 generacja posiada błyszczącą obudowę oraz większy ekran, kosztem mniejszego niż w poprzednich generacjach click-wheel'a. V generacja jest dostępna w wersji 8GB i 16GB.
Kolory:
- Srebrny
- Czarny
- Fioletowy
- Niebieski
- Zielony
- Pomarańczowy
- Różowy
- Czerwony
- Żółty

## Szósta generacja

iPod nano VI generacji

iPod Nano VI generacji został wydany we wrześniu 2010. Model ten został wyposażony po raz pierwszy w dotykowy ekran Multi-Touch, radio FM z funkcją "live pause" (pauza na żywo) i krokomierz. VI generacja nie posiada kamery wideo oraz kółka nawigacyjnego - click-wheel'a, posiada za to kwadratową obudowę oraz mniejszy ekran niż V generacja. Z tyłu jest wyposażony w "klips" znany z serii Shuffle. Jest dostępny w wersji 8 i 16GB.
Kolory:
- Srebrny
- Czarny (Szary)
- Niebieski
- Zielony
- Pomarańczowy
- Różowy
- Czerwony (PRODUCT RED - Special Edition): Pieniądze uzyskane ze sprzedaży tego produktu przekazywane są na cel walki z AIDS w Afryce. Zakupić można tylko w oryginalnych sklepach Apple.

## Siódma generacja

iPod nano VII generacji

Apple zaprezentowało siódmą generację iPoda Nano 12 września 2012. Pokazana została tylko wersja 16GB. Jest o połowę cieńsza od poprzedniego modelu i najcieńsza spośród wszystkich dotychczasowych generacji. Posiada 2,5-calowy ekran obsługujący technologię multi-touch oraz Bluetooth.

## Specyfikacje techniczne
| Generacja | Zdjęcie                                                                     | Pojemność | Kolory | Złącze                              | Data premiery        | Minimalny wymagany system operacyjny          | Czas pracy na baterii (godz.) | Ekran (piksele/przekątna) | Wbudowany RAM | Rozmiary                | Waga             |
| --------- | --------------------------------------------------------------------------- | --- | --- | ----------------------------------- | -------------------- | --------------------------------------------- | ----------------------------- | ------------------------- | ------------- | ----------------------- | ---------------- |
| 1         | iPod nano pierwszej generacji                                               | 1 GB | Czarny Biały | USB (FireWire tylko jako ładowarka) | 7 lutego 2006        | Mac: 10.3.4 Windows: 2000                     | Muzyka: 14 Zdjęcia: 4         | 176 x 132 1,5 cala        | 32 MB         | 90 mm 40 mm 6.9 mm      | 42.5 g           |
| 1         | iPod nano pierwszej generacji                                               | 2 GB | Czarny Biały | USB (FireWire tylko jako ładowarka) | 7 września 2005      | Mac: 10.3.4 Windows: 2000                     | Muzyka: 14 Zdjęcia: 4         | 176 x 132 1,5 cala        | 32 MB         | 90 mm 40 mm 6.9 mm      | 42.5 g           |
| 1         | iPod nano pierwszej generacji                                               | 4 GB | Czarny Biały | USB (FireWire tylko jako ładowarka) | 7 września 2005      | Mac: 10.3.4 Windows: 2000                     | Muzyka: 14 Zdjęcia: 4         | 176 x 132 1,5 cala        | 32 MB         | 90 mm 40 mm 6.9 mm      | 42.5 g           |
| 1         | iPod nano pierwszej generacji                                               | Następca iPoda mini. Kolorowy ekran z możliwością przeglądania zdjęć. Wersja 1GB udostępniona kilka miesięcy po pozostałych. | |                                     |                      |                                               |                               |                           |               |                         |                  |
| 2         | iPod nano drugiej generacji – wersja limitowana Product Red                 | 2 GB | Srebrny | USB (FireWire tylko jako ładowarka) | 12 września 2006     | Mac: 10.3.9 Windows: 2000                     | Muzyka: 24 Zdjęcia: 5         | 176 x 132 1,5 cala        | 32 MB         | 3.5 in 1.6 in 0.26 in   | 39.9 g           |
| 2         | iPod nano drugiej generacji – wersja limitowana Product Red                 | 4 GB | Srebrny Niebieski Zielony Różowy                                                                                | USB (FireWire tylko jako ładowarka) | 12 września 2006     | Mac: 10.3.9 Windows: 2000                     | Muzyka: 24 Zdjęcia: 5         | 176 x 132 1,5 cala        | 32 MB         | 3.5 in 1.6 in 0.26 in   | 39.9 g           |
| 2         | iPod nano drugiej generacji – wersja limitowana Product Red                 | 4 GB | Czerwony – Edycja Limitowana Product Red*                                                                       | USB (FireWire tylko jako ładowarka) | 13 października 2006 | Mac: 10.3.9 Windows: 2000                     | Muzyka: 24 Zdjęcia: 5         | 176 x 132 1,5 cala        | 32 MB         | 3.5 in 1.6 in 0.26 in   | 39.9 g           |
| 2         | iPod nano drugiej generacji – wersja limitowana Product Red                 | 8 GB | Czarny | USB (FireWire tylko jako ładowarka) | 12 września 2006     | Mac: 10.3.9 Windows: 2000                     | Muzyka: 24 Zdjęcia: 5         | 176 x 132 1,5 cala        | 32 MB         | 3.5 in 1.6 in 0.26 in   | 39.9 g           |
| 2         | iPod nano drugiej generacji – wersja limitowana Product Red                 | 8 GB | Czerwony – Edycja Limitowana Product Red*                                                                       | USB (FireWire tylko jako ładowarka) | 3 listopada 2006     | Mac: 10.3.9 Windows: 2000                     | Muzyka: 24 Zdjęcia: 5         | 176 x 132 1,5 cala        | 32 MB         | 3.5 in 1.6 in 0.26 in   | 39.9 g           |
| 2         | iPod nano drugiej generacji – wersja limitowana Product Red                 | Obudowa z anodyzowanego aluminium, z wyjątkiem plastikowej góry i spodu. Dostępny w 6 kolorach. | |                                     |                      |                                               |                               |                           |               |                         |                  |
| 3         | iPod nano trzeciej generacji                                                | 4 GB | Srebrny | USB (FireWire tylko jako ładowarka) | 5 września 2007      | Mac: 10.4.8 Windows: XP                       | Muzyka: 24 Wideo: 5           | QVGA 320 x 240 2 cale     | 64 MB         | 2.75 in 2.06 in 0.26 in | 49.3 g           |
| 3         | iPod nano trzeciej generacji                                                | 8 GB | Silver jasnoniebieski jasnozielony Czarny Czerwony – Edycja Limitowana Product Red*                             | USB (FireWire tylko jako ładowarka) | 5 września 2007      | Mac: 10.4.8 Windows: XP                       | Muzyka: 24 Wideo: 5           | QVGA 320 x 240 2 cale     | 64 MB         | 2.75 in 2.06 in 0.26 in | 49.3 g           |
| 3         | iPod nano trzeciej generacji                                                | 8 GB | Różowy | USB (FireWire tylko jako ładowarka) | 22 stycznia 2008     | Mac: 10.4.8 Windows: XP                       | Muzyka: 24 Wideo: 5           | QVGA 320 x 240 2 cale     | 64 MB         | 2.75 in 2.06 in 0.26 in | 49.3 g           |
| 3         | iPod nano trzeciej generacji                                                | Ekran o rozdzielczości QVGA o przekątnej 2 cale; dostępny w jasnych kolorach i z chromowaną tylną ścianką; nowy interfejs użytkownika; odtwarza filmy. | |                                     |                      |                                               |                               |                           |               |                         |                  |
| 4         | iPod nano czwartej generacji                                                | 8 GB | Srebrny Czarny Fioletowy Niebieski Zielony Żółty Pomarańczowy Różowy Czerwony – Edycja Limitowana Product Red*  | USB                                 | 9 września 2008      | Mac: 10.4.11 Windows: XP                      | Muzyka: 24 Wideo: 4           | QVGA 240 x 320 2 cale     | 64 MB         | 90.7 mm 38.7 mm 6.2 mm  | 36.8 g           |
| 4         | iPod nano czwartej generacji                                                | 16 GB | Srebrny Czarny Fioletowy Niebieski Zielony Żółty Pomarańczowy Różowy Czerwony – Edycja Limitowana Product Red*  | USB                                 | 9 września 2008      | Mac: 10.4.11 Windows: XP                      | Muzyka: 24 Wideo: 4           | QVGA 240 x 320 2 cale     | 64 MB         | 90.7 mm 38.7 mm 6.2 mm  | 36.8 g           |
| 4         | iPod nano czwartej generacji                                                | Zaokrąglona obudowa z nowymi wersjami kolorystycznymi, ulepszony interfejs użytkownika, przyspieszeniomierz (akcelerometr) – z możliwością m.in. losowego przestawiania kolejności odtwarzanych utworów po potrząśnięciu; limitowana wersja 4 GB                                                               | |                                     |                      |                                               |                               |                           |               |                         |                  |
| 5         | iPod nano piątej generacji z aparatem fotograficznym, widok z przodu i tyłu | 8 GB | Srebrny Czarny Fioletowy Niebieski Zielony Żółty* Pomarańczowy Różowy Czerwony – Edycja Limitowana Product Red* | USB                                 | 9 września 2009      | Mac: 10.4.11 Windows: XP                      | Muzyka: 24 Wideo: 5           | 240 x 376 2,2 cala        | 64 MB         | 90.7 mm 38.7 mm 6.2 mm  | 36.3 g           |
| 5         | iPod nano piątej generacji z aparatem fotograficznym, widok z przodu i tyłu | 16 GB | Srebrny Czarny Fioletowy Niebieski Zielony Żółty* Pomarańczowy Różowy Czerwony – Edycja Limitowana Product Red* | USB                                 | 9 września 2009      | Mac: 10.4.11 Windows: XP                      | Muzyka: 24 Wideo: 5           | 240 x 376 2,2 cala        | 64 MB         | 90.7 mm 38.7 mm 6.2 mm  | 36.3 g           |
| 5         | iPod nano piątej generacji z aparatem fotograficznym, widok z przodu i tyłu | Obudowa z polerowanego aluminium, posiada powiększony ekran, kamerę wideo nagrywającą obraz 640x480 w formacie H.264, radio FM z funkcją pauzy, krokomierz. Możliwość rozszerzenia o system wspomagania treningu Nike Plus. Kolorystyka jak w generacji czwartej, poza ciemniejszym odcieniem wersji zielonej. | |                                     |                      |                                               |                               |                           |               |                         |                  |
| 6         | iPod nano szóstej generacji                                                 | 8 GB | Srebrny Czarny(Szary) Niebieski Zielony Pomarańczowy Różowy Czerwony - edycja limitowana (Product Red)*         | USB                                 | 8 września 2010      | Mac: 10.5.8 Windows XP iTunes 10 lub nowszy   | Muzyka: 24                    | 240 x 240 1,5 cala        | 64 MB         | 37.5 mm 41 mm 8.78 mm   | 21.1 g (0.74 oz) |
| 6         | iPod nano szóstej generacji                                                 | 16 GB | Srebrny Czarny(Szary) Niebieski Zielony Pomarańczowy Różowy Czerwony - edycja limitowana (Product Red)*         | USB                                 | 8 września 2010      | Mac: 10.5.8 Windows XP iTunes 10 lub nowszy   | Muzyka: 24                    | 240 x 240 1,5 cala        | 64 MB         | 37.5 mm 41 mm 8.78 mm   | 21.1 g (0.74 oz) |
| 6         | iPod nano szóstej generacji                                                 | Ekran Multi-touch, brak click-wheel, brak kamery wideo i odtwarzania wideo. | |                                     |                      |                                               |                               |                           |               |                         |                  |
| 7         |                                                                             | 16 GB | Slate Srebrny Fioletowy Różowy Żółty Zielony Niebieski                                                          | USB                                 | Październik 2012     | Mac: 10.6.8 Windows XP iTunes 10.7 lub nowszy | Muzyka: 30 Wideo: 3,5         | 240 x 432 2,5 cala        |               | 76.5 mm 39.6 mm 5.4 mm  | 31 g             |
| 7         |                                                                             | | |                                     |                      |                                               |                               |                           |               |                         |                  |

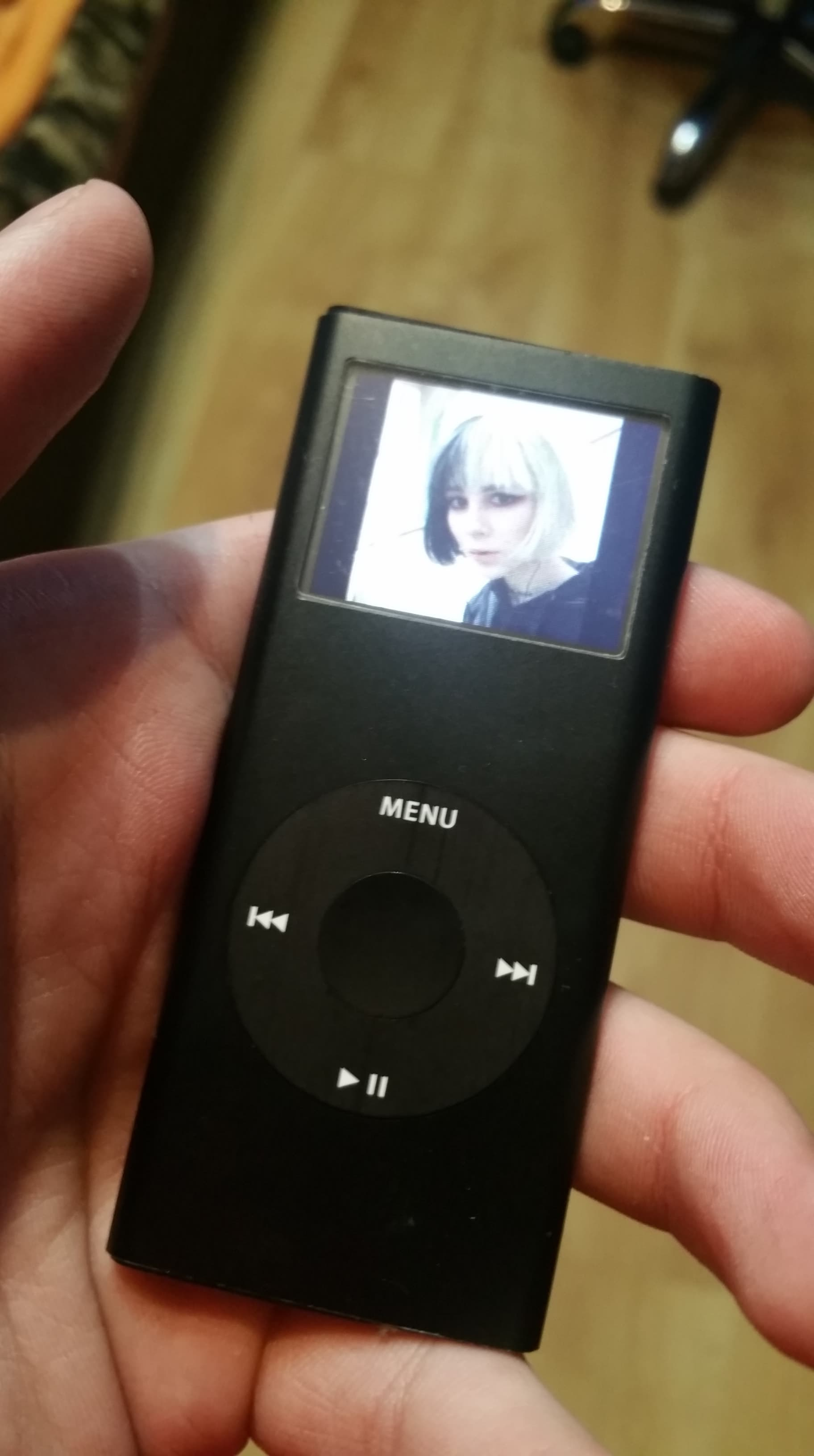
iPod nano II generacji z systemem w wersji 1.1.3 odtwarzający zdjęcia

* – model dostępny wyłącznie w Apple Store